# Eugène-Henri-Etienne-Auguste Penavayre
Eugène-Henri-Etienne-Auguste Penavayre, francoski general, * 1877, † 1959.